# Marne Miesen
Marne Miesen (Delft, 28 februari 1979) is een Nederlandse zanger en acteur.

## Opleiding
Marne Miesen volgde het gymnasium in Den Haag en behaalde zijn Propedeuse Psychologie aan de Universiteit Leiden. Hij volgde daarna de vierjarige opleiding zang-muziektheater (zang/dans/drama) aan het Conservatorium van Rotterdam, waar hij in juni 2004 afstudeerde. Hiernaast heeft hij zanglessen gehad van Alberto ter Doest en Rob Stallinga. Marne speelt gitaar vanaf zijn 8ste.

## Theater en Musical
Marne speelde in de Nederlandse versie van Hair, de love rock musical. De musical ging op 20 oktober 2007 in première in het Chassé Theater in Breda en was tot en met april 2008 op diverse plaatsen in het land te zien.
Marne Miesen heeft in de volgende theater/musicalproducties gespeeld:
- Merrily We Roll Along (Koninklijk Ballet van Vlaanderen)
- Bernstein Tribute (Rotterdam Philharmonisch Orkest)
- Fortuna’s Family (Dutch Don’t Dance Division, De Parade 2003)
- Kruimeltje de Musical (IMM-theater) als agent de Boer
- De Passie van Lucas (Engelenbak, regie: Gees Linnenbank) als Lucas
- Romeo en Julia (regie: Marcel Rooyaards) als Benvolio
- Zigana de Musical (Nederlands Musical Ensemble)
- Ster van het sprookjesbos (Openluchttheater Efteling) als Ricky
- Rent, de Musical (Conservatorium Rotterdam) als Tom Collins
- Closer Than Ever (Conservatorium Rotterdam) als man 1
- De Sneeuwkoningin (Musicalworks) als Kay (2006)
- HAIR, de love rock musical 1967-2007 (Seaside Productions) (2007-2008)
- HELP als Paul McCartney
- Peace of Me (100 jaar vredespaleis)

## Televisie
Sinds 26 oktober 2004 is Marne vijf dagen per week te zien geweest als Tom in de serie TopStars (TROS/Zappelin/Studio 100) op Nederland 3. Van deze serie zijn drie seizoenen opgenomen. Marne heeft ook deel uitgemaakt van de Topstars Band tot augustus 2007.

## Muziek
Marne Miesen won in 1997 de Kunstbende en de Jongeren Theaterprijs van Den Haag. Hij trad als solozanger/gitarist op in diverse tv- en radioprogramma’s, op festivals en in concertzalen. Onder andere verzorgde hij het voorprogramma voor Van Dik Hout. Hij is te horen op de castopnames van De Passie van Lucas en Kruimeltje de Musical. Hij bracht in 1997 in eigen beheer de cd Marne uit met zelfgeschreven akoestisch materiaal en geeft privé gitaar/zangles. Miesen maakte deel uit van de zesmans zang- en dansformatie Mangonuts waarmee hij in 2003 de finale van het Nationaal Songfestival bereikte met het nummer Time to Party. Modeshows liep hij voor onder andere Wella Trendvision (Antwerpen).
In 2021 richt Marne samen met Scott Beekhuizen en Daniël Ortgiess de band Prins S. en de Geit op. Prins S. en de Geit breekt in 2022 door op Eurosonic Noorderslag en heeft inmiddels opgetreden op onder meer op Pinkpop en Lowlands. In de zomer van 2023 spelen ze ook op Sziget in Hongarije.

## Privé
Miesen werd in maart 2022 getroffen door een hersenbloeding. Desalniettemin was hij in augustus 2022 (zittend op een stoel) alweer in staat om op te treden.